# Тадами (река)
Тадами (яп. 只見川 тадами-гава) — река на острове Хонсю, Япония, приток реки Агано. Протекает через префектуры Фукусима и Ниигата.
Длина реки составляет 137 км, территория её бассейна — 2900 км².
Тадами начинается на границе префектур Фукусима, Ниигата и Гумма. Она вытекает из высокогорного болота Одзегахара или же образуется при слиянии вытекающего оттуда ручья Ёппи (яп. ヨッピ川) и вытекающего из соседнего озера Одзенума ручья Нумадзири (яп. 沼尻川).
Вначале она течёт на север, образуя границу префектур Фукусима и Ниигата. В посёлке Тадами она поворачивает на северо-восток и впадает в Агано на границе посёлков Ямато и Такасато (город Китаката).
Вдоль реки проходит одноимённая железнодорожная линия. В 2011 году наводнение разрушило три железнодорожных моста через реку, после чего железнодорожное сообщение на этом участке было прекращено. Линия была вновь открыта в 2022 году. Кроме этого, вдоль Тадами проложена дорога национального значения № 252.